# Бабаханов, Жалгас Бисалыевич
Жалгас Бисалыевич Бабаханов (каз. Жалғас Бисалыұлы Бабаханов; род. 6 июня 1960, с. Таза-Оба, Ленинский район, Ташаузская область, Туркменская ССР) — экс-аким города Жанаозен Мангистауской области.

## Образование
В 1983 году окончил Алма-Атинский архитектурно-строительный институт, получив специальность «инженер-строитель».
В 1994 году окончил Институт рынка при Казахской государственной академии управления (Нархоз), получив специальность «инженер-экономист».

## Трудовая деятельность
- Электромонтер Мангышлакского предприятия электросетей (1977);
- Мастер, старший инженер газового участка ПО «Шевченкооблгаз» (1983—1985);
- Мастер, прораб, старший инженер производственно-технического отдела главный инженер, начальник Узенского РСУ ПО «Мангышлакнефть» (1985—1995);
- Начальник отдела производственного объединения «Озенмунайгаз» (1995—1996);
- Заместитель акима г. Жанаозен (январь 1996-апрель 2000);
- Исполняющий обязанности акима, аким города Жанаозен Мангистауской области (20.10.2006 избран акимом) (декабрь 1999-декабрь 2009);
- Начальник управления государственного архитектурно-строительного контроля Мангистауской области (декабрь 2009—2011).

20 июля 2012 года Бабаханов был обоснованно обвинён в коррупционном преступлении и приговорен за мошенничество к двум годам лишения свободы.

## Награды
- 2001 — Медаль «10 лет независимости Республики Казахстан»
- 2005 — Медаль «10 лет Конституции Республики Казахстан»
- 2008 — Орден Курмет
- 2008 — Медаль «10 лет Астане»
- 2010 — Почетный строитель Республики Казахстана